# Carolina av Bägge Sicilierna
Carolina av Bägge Sicilierna (Maria Carolina Fernanda Louise), född 5 november 1798, död 17 april 1870, var en fransk prinsessa (hertiginna av Berry) och upprorsledare; som titulärregent för sin omyndige son ledde hon 1832 en resning för dennes räkning.   

## Tidigt liv
Maria Carolina föddes som äldsta barn och enda dotter till Frans I av Bägge Sicilierna och Maria Klementina av Österrike, och ingick 17 juni 1816 äktenskap med Karl Ferdinand, hertig av Berry, som då var nummer tre i den franska tronföljden efter sin far, den blivande Karl X, och sin äldre bror Ludvig Antoine. Äktenskapet arrangerades av Ludvig XVIII och hennes blivande svägerska, Ludvig Antons maka Marie Therese av Frankrike, i syfte att säkra tronföljden åt den äldre grenen av dynastin Bourbon, då den äldste av tronföljarens två söner hade förblivit barnlös. 
Carolina ansågs passa för denna roll i egenskap av medlem av både huset Bourbon och Habsburg och systersondotter till Marie-Antoinette. Hon var också brorsdotter till Maria Amalia av Sicilien och Neapel, som var gift med överhuvudet för den franska kungahusets sidogren, huset Orléans. De blivande makarna fick brevväxla med varandra före giftermålet. Hennes blivande make, Berry, hade i själva verket redan gift sig med en kvinna vid namn Amy Brown, med vilken han hade barn, men detta äktenskap var inte erkänt av kyrkan.

## Hertiginna av Berry
Carolina anlände till Frankrike via Marseilles, där hon fick ett högtidligt välkomnande av flottan och en stad draperad i karmosinrött, och fortsatte efter två veckors karantän genom de franska städerna, där hon ska ha välkomnats entusiastiskt som ett hopp för lösningen på successionsfrågan. Hon välkomnades av kungafamiljen i skogen utanför slottet i Fontainebleau 15 juni. Vigseln ägde rum i Notre Dame i Paris följd av en mottagning i Tuilerierna två dagar därefter, arrangerad enligt l'ancien regimes etikett. Paret fick sedan bosätta sig i Élyséepalatset. Carolina beskrivs som vacker, lättsinnig, obildad, obetänksam och bortskämd, och ska ha talat dålig franska. Hennes svägerska Marie Therese betraktade henne som ouppfostrad och satte henne i lära hos hovets etikettsexpert Monsieur Abraham, men hon blev omtyckt av Ludvig XVIII. Äktenskapet beskrivs som lyckligt, och Carolina åtnjöt viss popularitet på grund av de anekdoter som berättades om hennes entusiasm inför sin make. Hon plågades dock också av svartsjuka över makens konstanta otrohet.      
I äktenskapet föddes förutom två tidigt döda barn, en dotter, Louise av Berry, och den postume sonen Henri. Då närmaste tronarvingen Ludvig Antoine själv saknade barn, skulle denne en gång enligt arvsordningen själv uppstiga på Frankrikes tron. Carolina var gravid med sin son Henrik vid tidpunkten för attentatet och mordet på hennes make 1820. Hon var närvarande vid attentatet, som ägde rum på gatan utanför operan då Berry eskorterade henne till hennes vagn på väg hem, sedan hon hade vägrat se en pjäs där en av de medverkande var makens älskarinna Virginie Oreille. Hon ska ha reagerat med förtvivlan, hotat med självmord och klippt av sig sitt hår i sin sorg. 
I februari 1820 förenade sig Carolina med sin svärfar och Marie Therese i försöken att övertala Ludvig XVIII att avskeda minister Decazes, vars politik de betraktade som ansvarig för attentatet: deras kampanj lyckades då Marie Therese den 18 februari föll på knä inför kungen och hotade att lämna Paris, något kungen uppfattade som ett underförstått hot om att mana till uppror i det rojalistiska sydväst. I april förekom explosioner nära palatset. Carolina, som försökte hävda att dessa var ett tecken på attentat, tvingades bekänna att det var hon själv som hade utlöst dem i syfte att få starkare polisbeskydd. Två män som förhördes under samma tid bekände dock samtidigt att de hade planerat att göra samma sak för att åstadkomma ett missfall.
Födelsen av hennes son i september förlöpte så snabbt att hennes svägerska Marie Therese fick kalla in två vakter i hennes sovrum som vittnen medan barnet fortfarande hängde fast i modern. Barnets börd ifrågasattes ändå av hertigen av Orléans. Anklagelsen tillbakavisades med att moderskapet var fastställt av de vittnen som hade sett barnet då det fortfarande hängde fast vid modern, och faderskapet av de vittnen som hade hört Berry säga till Carolina vid sin dödsbädd att hon måste förhålla sig lugn för barnets skull. Carolina tog på sin döende makens begäran ekonomiskt ansvar för hans döttrar med Amy Brown.   
Efter sorgeårets slut blev Carolina en ledande gestalt i societetens nöjesliv i Paris och överlät barnens uppfostran åt deras guvernant och sin svägerska Marie Therese. Carolina undvek det stela hovlivets ceremoniella sällskapsliv och ägnade sig istället åt societetens baler och jakter och förorsakade en del skandalösa rykten genom sitt privatliv. 
Vid sin svärfar Karl X:s trontillträde 1824 förorsakade hon en konflikt med sin svägerska genom utan framgång att be om titeln Madame, som vid hovet endast tillkom en kungs syster, dotter eller svägerska, och till skillnad från denna hade hon heller ingenting emot släktgrenen Orléans. Hon hamnade åter i konflikt med sin svägerska när hon 1829 arrangerade en maskeradbal i Marie-Antoinettes stil där hon föreställde Maria Stuart, en drottning som blivit halshuggen.

## Efter julirevolutionen
Julirevolutionen 1830 omintetgjorde framtidsutsikterna om hennes sons succession, och Maria Carolina försökte då genom ett upprorsförsök vinna kronan till sin son. Vid revolutionens utbrott befann hon sig i Paris, och flydde därifrån med kungen till S:t Cloud, Rambouillet och därifrån vidare till England med den övriga före detta kungafamiljen. I England antog hon namnet grevinna de Rosny, och medan den övriga familjen levde diskret, ägnade hon sig åt ett livligt sällskapsliv i Bath och på den neapolitanska ambassaden i London, medan svägerskan tog hand om hennes barn i Edinburgh. Karl X utnämnde henne på hennes önskan 1831 till regent för en eventuell förmyndarregering, i det fall hennes son skulle tillträde tronen då han fortfarande var omyndig. 
Hennes planer på en kupp var okända av hennes familj, och hon lämnade England utan deras vetskap och färdades genom flera Europa under falska namn, ibland utklädd till man, för att samla stöd för en regeringsändring i Frankrike. Carolina landsteg i april 1832 vid Marseille, men en planerad resning här ledde till ett svalt stöd. Maria Carolina flydde nu till Vendée där hon förmådde ett antal bönder att resa sig, men de blev slagna och Maria Carolina själv tillfångatogs och fängslades i fortet Blaye. I fängelset födde hon en dotter, och berättade sig då vara sedan 1831 hemligt gift med en italiensk greve Ettore Carlo Lucchesi-Palli. Andra utpekade fäder var hennes medkonspiratör Mesnard, och hennes advokat Guibourg. Berättelsen om hennes hemliga förlovning betvivlades, men hur än det förhöll sig med detta så var hon politiskt oskadliggjord. Hennes före detta svärfar fråntog henne såväl regentskapet som förmyndarskapet över sina barn i första giftet och överlämnade båda dessa rättigheter till hennes svägerska Marie Therese. 
Efter födelsen av sin dotter 10 maj 1833 frigavs Carolina från fängelset av Ludvig Filip I av Frankrike, då hon genom sitt uppträdande ansågs ha oskadliggjort sig som politiskt hot och snarare kunde förväntas vara till skada för hans motståndare, den avsatta kungafamiljens rykte. Hon gav sin vän Francois-René de Chateaubriand i uppdrag att medla mellan henne och hennes förre makes familj, som nu bodde i Prag med hennes barn. Carolina överlät själv genom Chateaubriand sina barn i Marie Thereses vård, men hon misslyckades att försonas med familjen sedan de ställde in ett avtalat möte med henne i Leoben. Hon kunde återse sina barn genom Marie Therese i Karlsbad senare samma år.    
Carolina levde därefter tillsammans med sin nye make i Venedig. Hon återförenades med hela sin före detta familj på sin dotter Louises bröllop på Schloss Frohsdorf 1845.